# Lijst van mineralen
Deze lijst geeft een overzicht van mineralen. Een mineraal is een stof die zichtbaar homogeen van structuur is. Mineralen kunnen een samengestelde of enkelvoudige stof zijn en de meeste ervan hebben een kristalrooster.
De volgorde van de hier aangehouden indeling komt niet met de classificatie van Strunz overeen.

## Indeling der mineralen
| Silicaten | Silicaten | Silicaten | Silicaten | Silicaten | Silicaten |
| Nesosilicaten | Tectosilicaten | Fyllosilicaten | Inosilicaten | Sorosilicaten | Cyclosilicaten |
| --- | --- | --- | --- | --- | --- |
| 1. Granaten 1. Pyroop 2. Almandien 3. Grossulaar 4. Uvaroviet 5. Andradiet 6. Spessartien 7. Calderiet 8. Knorringiet 2. Olivijn 1. Fayaliet 2. Forsteriet 3. Sillimaniet 4. Andalusiet 5. Kyaniet 6. Stauroliet 7. Chloritoid 8. Afwilliet 9. Abswurmbachiet 10. Brauniet 11. Ceriet 12. Clinohumiet 13. Coffiniet 14. Datoliet 15. Dumortieriet 16. Esperiet 17. Euklaas 18. Fenakiet 19. Gadoliniet 20. Glaucochroiet 21. Hafnon 22. Homiliet 23. Humiet 24. Huttoniet 25. Kasoliet 26. Larniet 27. Liberiet 28. Merwiniet 29. Monticelliet 30. Neptuniet 31. Ottreliet 32. Oursiniet 33. Spurriet 34. Tainioliet 35. Tefroiet 36. Thoriet 37. Titaniet 38. β-Uranofaan 39. Uranofaan 40. Willemiet 41. Zirkoon 42. Topaas | 1. Veldspaten 1. Kaliveldspaat 1. Orthoklaas 2. Sanidien 3. Anorthoklaas 4. Microklien 2. Plagioklaas 1. Albiet 2. Oligoklaas 3. Andesien 4. Labradoriet 5. Bytowniet 6. Anorthiet 3. Buddingtoniet 4. Celsiaan 5. Petaliet 6. Rubiklien 2. Veldspaatvervangers 1. Afghaniet 2. Cancriniet 3. Davyn 4. Haüyn 5. Helviet 6. Kalsiliet 7. Lazuriet 8. Leuciet 9. Nefelien 10. Noseaan 11. Sodaliet 12. Tugtupiet 3. Zeolieten 1. Analciem 2. Brewsteriet 3. Chabaziet 4. Clinoptiloliet 5. Dachiardiet 6. Ferrieriet 7. Gismondien 8. Gmeliniet 9. Gottardiiet 10. Harmotoom 11. Heulandiet 12. Laumontiet 13. Maricopaiet 14. Mazziet 15. Mesoliet 16. Mordeniet 17. Nabesiet 18. Natroliet 19. Polluciet 20. Phillipsiet 21. Scoleciet 22. Stilbiet 4. Kwarts 1. Agaat 2. Amethist 3. Aventurien 4. Bergkristal 5. Chalcedoon 6. Chrysopraas 7. Citrien 8. Heliotroop 9. IJzerkwarts 10. Jaspis 11. Morion 12. Onyx 13. Rookkwarts 14. Rozenkwarts 15. Sardonyx 16. Tijgeroog 17. Tijgerijzer 18. Valkenoog 5. Meioniet 6. Scapoliet | 1. Mica's 1. Biotiet 2. Muscoviet 3. Chloriet 1. Baileychloor 2. Chamosiet 3. Clinochloor 4. Cookeiet 5. Donbassiet 6. Gonyeriet 7. Nimiet 8. Orthochamosiet 9. Pennantiet 10. Sudoiet 4. Cavansiet 5. Celadoniet 6. Falcondoiet 7. Flogopiet 8. Glauconiet 9. Lepidoliet 10. Mariposiet 11. Palygorskiet 12. Paragoniet 13. Sepioliet 14. Zinnwaldiet 2. Kleimineralen 1. Illiet 2. Smectiet 1. Montmorilloniet 2. Nontroniet 3. Pyrofylliet 4. Saliotiet 5. Saponiet 6. Sauconiet 7. Talk 8. Vermiculiet 3. Kaoliniet 1. Dickiet 2. Halloysiet 3. Nacriet 4. Odiniet 3. Serpentijn 1. Antigoriet 2. Chrysotiel 3. Cronstedtiet 4. Dozyiet 4. Allofaan 5. Apofylliet 6. Chapmaniet 7. Clintoniet 8. Fraipontiet 9. Hisingeriet 10. Prehniet 11. Sanborniet 12. Sericiet 13. Stilpnomelaan | 1. Amfibolen 1. Actinoliet 2. Asbest 3. Amosiet 4. Anthofylliet 5. Arfvedsoniet 6. Crocidoliet 7. Cummingtoniet 8. Edeniet 9. Glaucofaan 10. Gruneriet 11. Hastingsiet 12. Hoornblende 13. Kaersutiet 14. Pargasiet 15. Richteriet 16. Riebeckiet 17. Tremoliet 18. Tschermakiet 2. Pyroxenen 1. Aegirien 2. Augiet 3. Diopsied 4. Donpeacoriet 5. Enstatiet 6. Esseneiet 7. Ferrosiliet 8. Hedenbergiet 9. Hyperstheen 10. Jadeïet 11. Jervisiet 12. Johannseniet 13. Kanoiet 14. Kosmochloor 15. Namansiliet 16. Natalyiet 17. Nchwaningiet 18. Omfaciet 19. Petedunniet 20. Pigeoniet 21. Spodumeen 3. Aenigmatiet 4. Aeriniet 5. Alamosiet 6. Astrofylliet 7. Babingtoniet 8. Bustamiet 9. Carfoliet 10. Charoiet 11. Chkaloviet 12. Pectoliet 13. Pyroxferroiet 14. Rhodoniet 15. Saffirien 16. Shattuckiet 17. Tobermoriet 18. Wollastoniet 19. Xonotliet | 1. Allaniet 2. Bertrandiet 3. Baryliet 4. Clinozoisiet 5. Danburiet 6. Epidoot 7. Gehleniet 8. Hardystoniet 9. Hemimorfiet 10. Ilvaiet 11. Kinoiet 12. Lawsoniet 13. Leucofaan 14. Meliliet 15. Mongoliet 16. Niocaliet 17. Pumpellyiet 18. Thortveitiet 19. Tilleyiet 20. Vesuvianiet 21. Zoisiet 22. Zunyiet | 1. Abenakiiet 2. Bazziet 3. Benitoiet 4. Beril 1. Aquamarijn 2. Pezzotaiet 3. Smaragd 5. Bobtrailliet 6. Chrysocolla 7. Combeiet 8. Cordieriet 9. Dioptaas 10. Eudialyt 11. Nenadkevichiet 12. Osumiliet 13. Papagoiet 14. Roedderiet 15. Sekaninaiet 16. Steacyiet 17. Sugiliet 18. Taramelliet 19. Toermalijn 1. Draviet 2. Elbaiet 3. Schorl 4. Uviet 20. Verplanckiet |

| Oxiden | Sulfiden | Sulfaten | Fosfaten | Carbonaten | Boraten | Wolframaten                                                                            | Molybdaten                                  |
| --- | --- | --- | --- | --- | --- | -------------------------------------------------------------------------------------- | ------------------------------------------- |
| 1. Anataas 2. Armalcoliet 3. Arsenoliet 4. Baddeleyiet 5. β-Fergusoniet-(Ce) 6. β-Fergusoniet-(Nd) 7. β-Fergusoniet-(Y) 8. Billietiet 9. Bismiet 10. Bixbyiet 11. Brookiet 12. Bunseniet 13. Cassiteriet 14. Chrysoberyl 15. Columbiet 16. Cupriet 17. Euxeniet 18. Franconiet 19. Gahniet 20. Goethiet 21. Hausmanniet 22. Hematiet 23. Hollandiet 24. Ilmeniet 25. Korund 1. Robijn 2. Saffier 26. Limoniet 27. Lopariet 28. Magnetiet 29. Manganiet 30. Martiet 31. Periklaas 32. Perovskiet 33. Psilomelaan 34. Pyrolusiet 35. Rutiel 36. Rynersoniet 37. Schoepiet 38. Simpsoniet 39. Spinel 40. Tantaliet 41. Tenoriet 42. Uraniniet 43. Valentiniet 44. Xocomecatliet 45. Zinkiet | 1. Acanthiet 2. Aguilariet 3. Aikiniet 4. Alabandiet 5. Anniviet 6. Argentiet 7. Argentopyriet 8. Arsenopyriet 9. Berthieriet 10. Bismutiniet 11. Borniet 12. Boulangeriet 13. Bournoniet 14. Braggiet 15. Breithauptiet 16. Briartiet 17. Černýiet 18. Chalcopyriet 19. Chalcociet 20. Canfieldiet 21. Cinnaber 22. Covelliet 23. Cubaniet 24. Cylindriet 25. Emplectiet 26. Enargiet 27. Friedrichiet 28. Galeniet 29. Greenockiet 30. Haueriet 31. Herzenbergiet 32. Hutchinsoniet 33. Jalpaïet 34. Jamesoniet 35. Jordaniet 36. Lauriet 37. Marcasiet 38. Metacinnaberiet 39. Milleriet 40. Molybdeniet 41. Orpiment 42. Polybasiet 43. Proustiet 44. Pyrargyriet 45. Pyriet 46. Pyrrhotiet 47. Realgaar 48. Stefaniet 49. Stibniet 50. Tealliet 51. Tennantiet 52. Tetradymiet 53. Tetrahedriet 54. Ullmanniet 55. Vaesiet 56. Wassoniet 57. Witticheniet 58. Wolframiet 59. Wurtziet 60. Xanthoconiet 61. Uytenbogaardtiet 62. Zinkblende 63. Zinkeniet | 1. Anglesiet 2. Antleriet 3. Bariet 4. Beudantiet (ook arsenaat) 5. Blödiet 6. Brochantiet 7. Celestiet 8. Chalcanthiet 9. Copiapiet 10. Devillien 11. Epsomiet 12. Gips 1. Seleniet 13. Halotrichiet 14. Hanksiet 15. Jarosiet 16. Jokokuiet 17. Langbeiniet 18. Leadhilliet 19. Kogarkoiet 20. Meridianiiet 21. Linariet 22. Posnjakiet 23. Radiobariet 24. Thenardiet 25. Zippeïet | 1. Aheyliet 2. Alforsiet 3. Amblygoniet 4. Apatiet 1. Fluorapatiet 2. Hydroxylapatiet 5. Bolivariet 6. Brabantiet 7. Brazilianiet 8. Brushiet 9. Cornetiet 10. Crandalliet 11. Evansiet 12. Hopeïet 13. Libetheniet 14. Olgiet 15. Pseudomalachiet 16. Purpuriet 17. Pyromorfiet 18. Torberniet 19. Turkoois 20. Varisciet 21. Vivianiet 22. Wavelliet 23. Xenotiem | 1. Ankeriet 2. Aragoniet 3. Aurichalciet 4. Azuriet 5. Bastnäsiet 6. Calciet 7. Caledoniet 8. Camerolaiet 9. Cancriniet 10. Cerussiet 11. Dolomiet 12. Fosgeniet 13. Huntiet 14. Hydromagnesiet 15. Hydrotalciet 16. Hydrozinkiet 17. Magnesiet 18. Malachiet 19. Meioniet 20. Parisiet 21. Rhodochrosiet 22. Rosasiet 23. Sideriet 24. Smithsoniet 25. Strontianiet 26. Tyroliet 27. Weloganiet 28. Witheriet 29. Zaratiet | 1. Admontiet 2. Berboriet 3. Boraciet 4. Hambergiet 5. Jeremejeviet 6. Jimboiet 7. Kornerupien 8. Ludwigiet 9. Painiet 10. Sassoliet 11. Tincalconiet 12. Ulexiet | 1. Ferberiet 2. Hübneriet 3. Russelliet 4. Scheeliet 5. Stolziet 6. Wolframiet (oxide) | 1. Ferrimolybdiet 2. Molybdiet 3. Wulfeniet |

| Telluriden                                                                                                   | Seleniden                                     | Halogeniden | Arsenaten | Vanadaten                                                                                           | Chromaten                                           | Hydroxiden                                    | Overig |
| --- | --------------------------------------------- | --- | --- | --------------------------------------------------------------------------------------------------- | --------------------------------------------------- | --------------------------------------------- | --- |
| 1. Altaiet 2. Bilibinskiet 3. Calaveriet 4. Hessiet 5. Krenneriet 6. Petziet 7. Quetzalcoatliet 8. Sylvaniet | 1. Klockmanniet 2. Oosterboschiet 3. Umangiet | 1. Anthonyiet 2. Asisiet 3. Campyliet 4. Carnalliet 5. Creediet 6. Fluoriet 7. Haliet 8. Kalomel 9. Sylviet 10. Vloeispaat | 1. Adamiet 2. Annabergiet 3. Beudantiet (ook sulfaat) 4. β-Roseliet 5. Chalcophylliet 6. Conichalciet 7. Erythriet 8. Euchroïet 9. Farmacoliet 10. Farmacosideriet 11. Legrandiet 12. Liroconiet 13. Mimetiet 14. Oliveniet 15. Roseliet 16. Tyroliet | 1. Carnotiet 2. Descloïziet 3. Margaritasiet 4. Mottramiet 5. Tokyoïet 6. Tyuyamuniet 7. Vanadiniet | 1. Chromiet 2. Crocoiet 3. Lopeziet 4. Vauqueliniet | 1. Bauxiet 2. Bruciet 3. Diaspoor 4. Gibbsiet | 1. Ahlfeldiet 2. Allabogdaniet 3. Bloedsteen 4. Catliniet 5. Coltan 6. Haxoniet 7. Moschellandbergiet 8. Oregoniet 9. Skutterudiet 10. Stibarseen Organische verbindingen 1. Abelsoniet 2. Barnsteen 3. Evenkiet Elementen en Legeringen 1. Goud 2. Grafiet 1. Diamant 3. Hapkeiet 4. Jedwabiet 5. Koper 6. Platina 7. Taeniet |

## Lijsten
- Lijst van naar een persoon genoemde mineralen